# 피에트로 그라데니고

피에트로 그라데니고의 문장

피에트로 그라데니고(Pietro Gradenigo, 1251년 – 1311년 8월 13일)는 1289년부터 사망할때까지 재임한 제49대 베네치아 공화국의 도제이다.
그가 도제로 선출 됐을때, 그는 이스트리아의 카포디스트리아에서 포데스타로 일하던 때였다. 베네치아는 1291년 이집트의 맘루크 왕조에게 성지의 마지막 십자군 요새인 아크레의 상실로 인한 심각한 재정적 지출을 겪었다. 베네치아와 제노바 사이의 전쟁이 1294년에 발발하여, 베네치아는 몇몇 심각한 손실을 입었다: 해전에서 패배했고, 크레타의 재산들을 약탈당했고 비잔티움 제국의 황제 안드로니코스 2세 팔레올로고스는 콘스탄티노플에서 많은 베네치아인들을 체포했다. 이에 대한 대응으로, 베네치아 함대는 갈라타를 약탈하고 블라케르나이의 황궁을 위협했으나, 1298년 그들은 다시 쿠르촐라에서 패배하고 만다. 마침내 1299년 두 공화국은 강화 조약을 체결했다.
도제 그라데니고는 세라타 델 마조르 콘실리오라고 불린 베네치아의 대의회 폐쇄에 대한 책임이 있다. 1297년 2월에 새롭게 통과된 법률은 1293년과 1297년 사이 의회의 의원들이였던 귀족들의 후손들로만 차후 의회의 의원 수를 제한시켰다. 이로 인해 사실상의 과두제가 이뤄지며, 베네치아 시민들의 대다수가 권리 박탈을 당하고 몇몇 소동이 일어났다.
그라데니고가 도제를 하던 동안인 1308년에 베네치아는 페라라의 지배권을 두고 교황령과의 전쟁에 연루되었고 1309년 3월 27일 공화국은 모든 기독교인들이 베네치아와 거래를 할 수 없도록 교황 클레멘스 5세에 의해 파문 당했다. 많은 이들이 재앙으로 여기던 그의 정책들은 바야몬테 티에폴로와 일부 귀족들에 의한 그와 대의회를 전복시키려는 계획을 일으켰다. 1310년 6월 15일 쿠데타는 실패했고 주동자들은 처벌을 받았다. 티에폴로의 쿠데타는 10인 위원회 조직으로 이어졌으며, 초기에는 임시 기구였지만 나중에는 실질적으로 공화국을 통치했던 영구 기관으로 발전했다.
1311년 8월 13일에 그라데니고는 사망했고, 베네치아는 파문을 당한 이후로 모든 종교적 의식이 금지되어 있어서 무라노에 표식이 없는 무덤에 묻혔다.
그는 토마시나 모로시니 (차후에 야코포 1세 다 카라라의 아내가 되는 딸인 안나를 낳아주었다)와 처음 결혼했고 그 이후에는 아녜세 찬타니 (Agnese Zantani)와 재혼했다.